# Jean Jal
Jean Jal, nom de plume de Georges Bastyns, né le 23 mars 1908 à  Visé (Belgique) et mort le 28 mars 1984 à Buzançais, est un auteur-compositeur français d'origine belge.
Il est notamment le compositeur de C'était une histoire d'amour, sur des paroles d'Henri Contet, pour Édith Piaf, et il a écrit Il ne faut pas briser un rêve, chantée par Jean Sablon et Lucienne Delyle.
En 1938, il joue un rôle dans le moyen métrage Quand le cœur chante de Bernard Roland.
Il prend la nationalité française en 1940.